# Ercole Paganini
Pour les articles homonymes, voir Paganini (homonymie).
Ercole Paganini, né en 1770 à Ferrare et mort en 1825 à Novare, est un compositeur italien.

## Biographie
Il a étudié au Conservatoire de la Pietà dei Turchini à Naples, avec Nicola Sala et Giacomo Tritto, et est devenu plus tard enseignant dans ce même conservatoire. À la suite de problèmes judiciaires il est parti s'installer dans Nord de l' Italie, où il a fait représenter sept opéras avec un succès limité. En 1823, il a été appelé à Novare comme maître de chapelle à la San Gaudenzio et s'est consacré seulement à la musique sacrée, dans laquelle son inspiration s'est montrée plus riche que pour la musique pour la scène.

## Compositions

### Opéras
- Il matrimonio a forza, ovvero I consulti rabbiosi, farsa giocosa, en un acte, livret de Giuseppe Maria Foppa, Venise, Teatro San Moisè, 1er décembre 1800 [livret]
- L'Olimpia, dramma serio, en deux actes, Florence, Teatro della Pergola, 15 septembre 1804
- La conquista del Messico, melodramma serio, en deux actes, livret de Luigi Romanelli, Milan, la Scala, 4 février 1808 [livret]
- Lisinga, opéra en deux actes, Florence, Teatro Santa Maria, 1808
- Le rivali generose, melodramma giocoso, en deux actes, livret de Luigi Romanelli, Milan, la Scala, 10 juin 1809 [livret]
- I filosofi al cimento, melodramma giocoso, en deux actes, livret de Angelo Anelli, Milan, la Scala, 25 juin 1810 [livret]
- Cesare in Egitto, melodramma serio, en deux actes, livret de Luigi Andrioli, Turin, Théâtre Impérial ou ex-Teatro Regio, 2 janvier 1814 avec Elisabetta Manfredini et Claudio Bonoldi [livret]
- Un aria (Aria di Geppino) dans le Pasticcio Lo sprezzatore schernito, burletta per musica, en un acte,  Florence, Teatro della Pergola, 22 novembre 1816 [livret]

### Autres
- L'uomo contento, quando è in grazia di Dio, cantate du Psaume XCIX pour soprano, contralto et orchestre, Naples, 1795
- Christus, inno per la Settimana Santa per soprano, coro e orchestra, Naples, 1797
- Cantata per la concezione, per voce e orchestra, 1808
- Tre messe (per tre e quattro voci e orchestra)
- Concerto per pianoforte
- Sinfonia per valzer per pianoforte

Autres compositions sacrées et instrumentales